# Ашхајм
Ашхајм (њем. Aschheim) општина је у њемачкој савезној држави Баварска. Једно је од 29 општинских средишта округа Минхен. Према процјени из 2010. у општини је живјело 7.283 становника. Посједује регионалну шифру (AGS) 9184112.

## Географски и демографски подаци
Ашхајм се налази у савезној држави Баварска у округу Минхен. Општина се налази на надморској висини од 512 метара. Површина општине износи 28,0 km². У самом мјесту је, према процјени из 2010. године, живјело 7.283 становника. Просјечна густина становништва износи 260 становника/km².

## Међународна сарадња
| Мјесто | Држава    | Врста сарадње | Од    |
| ------ | --------- | ------------- | ----- |
| Лерос  | Грчка     | партнерство   | 2000. |
|        | Чешка     | партнерство   | 2000. |
|        | Француска | партнерство   | 2000. |
| Извор  |           |               |       |